# Hrusk
Hrusk (biał. Груск; ros. Груск) – wieś na Białorusi, w obwodzie brzeskim, w rejonie prużańskim, w sielsowiecie Zieleniewicze, w pobliżu lasów Puszczy Białowieskiej.
Dawniej wieś i majątek ziemski. W dwudziestoleciu międzywojennym leżał w Polsce, w województwie białostockim, w powiecie wołkowyskim. 